# Thelypteris decurtata
Thelypteris decurtata là một loài thực vật có mạch trong họ Thelypteridaceae. Loài này được (Kunze) de la Sota miêu tả khoa học đầu tiên năm 1983.